# Casildo João Maldaner
Casildo João Maldaner , né le 2 avril 1942 à Carazinho et mort le 17 mai 2021 à Florianópolis, est un homme politique brésilien. Il fut gouverneur de l'État de Santa Catarina de 1990 à 1991.

## Biographie
Il fut tour à tour député de l'État de Santa Catarina (deputado estadual), député fédéral et vice-gouverneur de l'État dans le gouvernement de Pedro Ivo Campos. À la mort de ce dernier durant son mandat, il lui succède à la tête de l'État. Il fut ensuite élu sénateur de 1995 à 2003.
Il a présidé la Banque régionale de développement de l'extrême sud (BRDE).